# 73 Dywizjon Artyleryjskiego Rozpoznania Pomiarowego
73 Dywizjon Artyleryjskiego Rozpoznania Pomiarowego (73 darp) – pododdział artyleryjskiego rozpoznania pomiarowego ludowego Wojska Polskiego (JW Nr 4427).
Dywizjon został sformowany jesienią 1956 roku, w garnizonie Głogów, w składzie 10 Dywizji Artylerii Armat, według etatu Nr 4/136 o stanie 193 wojskowych i 2 pracowników cywilnych. Latem następnego roku dyon został rozformowany jako samodzielna jednostka i włączony w skład 31 Brygady Artylerii Armat.